# Asambleas del Partido Republicano de 2008 en las Islas Marianas del Norte
Las Asambleas republicanas de las Islas Marianas del Norte, 2008 fueron el 23 de febrero de 2008.

## Resultados
| Candidato     | Votos | Porcentajes | Delegados |
| ------------- | ----- | ----------- | --------- |
| John McCain   | 105   | 91.30%      | 9         |
| Mike Huckabee | 5     | 4.35%       | 0         |
| Ron Paul      | 5     | 4.35%       | 0         |
| Total         | 115   | 100%        | 9         |